# Куколевский, Леонид Дмитриевич
Леонид Дмитриевич Куколевский (1921—1987) — старшина 2-й статьи Военно-морского флота СССР, участник Великой Отечественной войны, Герой Советского Союза (1945).

## Биография
Леонид Куколевский родился 24 июля 1921 года в селе Минское (ныне — Костромской район Костромской области). После окончания семи классов школы работал в колхозе. Позднее работал на стройке гидроэлектростанции, затем масленщиком в Костроме. В 1940 году Куколевский был призван на службу в Военно-морской флот СССР. С начала Великой Отечественной войны — на её фронтах. К июлю 1944 года матрос Леонид Куколевский был старшим химиком 66-го отдельного отряда дымомаскировки и дегазации Днепровской военной флотилии. Отличился во время освобождения Белорусской ССР.
В июле 1944 года Куколевский участвовал в восемнадцатидневном походе флотилии в немецкий тыл по белорусским рекам. Куколевский пять раз участвовал в десантах, неоднократно отличаясь в боях. Так, в боях за Багримовичи он заменил собой погибшего пулемётчика и уничтожил несколько вражеских солдат, а ночью того же дня с товарищем скрытно пробрался в немецкий дзот и уничтожил весь его гарнизон. В бою за село Дорошевичи Куколевский во главе группы матросов отвлёк на себя основные силы противника, что способствовало успешному освобождению всего села. 9 июля Куколевский высадился в Пинске и с товарищами уничтожил группу немецких офицеров, отдыхавших в городском кинотеатре, благодаря чему в рядах противника поднялась паника. Группа Куколевского два дня отражала немецкие контратаки. В тех боях Куколевский лично уничтожил 1 самоходную артиллерийскую установку, 2 дзота и 1 пулемёт противника, получил контузию, но продолжал сражаться.
Указом Президиума Верховного Совета СССР от 7 марта 1945 года за «образцовое выполнение заданий командования и проявленные мужество и героизм в боях с немецкими захватчиками» сержант Леонид Куколевский был удостоен высокого звания Героя Советского Союза с вручением ордена Ленина и медали «Золотая Звезда» за номером 5879.
В 1947 году в звании старшины 2-й статьи Куколевский был демобилизован. Вернулся в Кострому, работал на городском хладокомбинате. Умер 24 января 1987 года, похоронен на кладбище деревни Поддубное в Костромской области.
Был также награждён орденом Отечественной войны 1 степени и рядом медалей.